# 권벌
권벌(權橃, 1478년(성종 9) 11월 6일 ~ 1548년(명종 3) 3월 26일)은 조선 전기의 문신으로, 본관은 안동(安東), 자(字)는 중허(仲虛), 호(號)는 충재(冲齋) 또는 훤정(萱亭), 송정(松亭) 등이며, 작위는 길원군(吉原君)이고, 시호는 충정(忠定)이다. 안동 북후면 출신. 중종 때 조광조(趙光祖), 김정국(金正國) 등 기호사림파가 중심이 되어 추진한 개혁 정치에 영남 사림파의 한 사람으로 참여하였으며, 명종 때는 이언적 등과 함께 소윤의 대윤 제거 시 사림을 구하려다가 실패했다. 1545년 8월 소윤 윤원형(尹元衡)의 세력이 대윤 윤임을 제거하면서 유관(柳灌), 유인숙(柳仁淑)과 사림을 엮어서 무고하자, 이에 반대하여 유인숙, 유관 등을 적극 변호하였다.
1496년(연산군 2) 생원진사시에 합격하고, 연산군 때에 정시에 급제했지만 연산군의 비위를 거슬려 합격취소되었다. 1507년(중종 2년) 문과에 급제, 1513년 사헌부지평 재직 중, 그 당시 신윤무(辛允武), 박영문(朴永文) 등의 역모 사실을 알고도 즉시 보고하지 않은 정막개(鄭莫介)를 규탄, 당상관 품계를 삭탈하게 하여 강직한 신하로 명성을 얻었다.
1514년(뭉종 9년) 이조정랑, 호조정랑이 되고, 영천군수로 부임하였다. 1517년 장령, 1518년 승정원동부승지, 좌승지, 도승지, 겸경연참찬관, 예문관직제학 등을 거쳐, 1519년(중종 14년) 예조참판이 되었다가 외직을 자청해 삼척부사로 나갔다. 그해 11월 기묘사화로 삭출되고, 이후 고향으로 돌아가 15년 간 지내다가 복직, 부호군, 밀양부사, 한성부좌윤 등을 역임했다. 1537년 12월 한성부좌윤, 1538년 2월 경상도관찰사로 나갔다가 그해 10월 형조참판에 임명되고, 1539년(중종 34년) 3월 병조참판, 6월 한성부 판윤 등을 거쳐 1539년 7월 대명회통에 이성계가 이인임의 아들로 임명된 것을 바꿔달라는 종계변무 주청사(宗系辨誣 奏請使)에 임명, 동지사 임권(任權) 등과 함께 연경에 갔다가 1540년 2월 명나라에서 귀국한 이후에는 춘추관지사(春秋館知事)에 임명되어 세자우빈객(世子右賓客)을 겸하여 세자 인종을 가르쳤다.
1540년 병조판서, 한성부 판윤, 1541년 예조판서, 의정부좌참찬 등을 거쳐 의정부우찬성과 판의금부사를 겸하다 1546년 어린 명종이 즉위하자 원상(院相)에 임명됐다. 이때 소윤 일파가 대윤을 공격하면서 유관, 유인숙 등을 같이 공격하자 이들을 변호하였다. 을사사화 직후 위사공신(衛社功臣)에 책록되고 길원군(吉原君)에 봉군됐다가 정순붕, 이기 등의 반대로 삭훈됐다. 양재역 벽서사건에 연루, 유배되었는데 처음에는 구례로 유배되었다가 얼마 뒤 태천으로 바뀌었으며 다시 삭주로 이배(移配)되어, 이듬해 배소에서 죽었다. 그는 조정 내직으로 근무할 동안에는 예겸 임명과 상관없이 항상 경연시독관(經筵侍讀官), 참찬관 등에 겸임되어 왕에게 경전을 강론하기도 했다. 독서를 좋아하여 자경편 (自警篇), 근사록 (近思錄) 등을 항상 품속에 지니고 다녔다. 1567년(명종 22) 신원(伸寃)되었고, 선조 즉위 후 직첩을 돌려받고 1568년 좌의정에 추증되었다. 1588년 삼계서원(三溪書院)에 제향되고 후에 현종때 사액이 내려졌다.
공신 책록 경력으로는 추성정난위사공신(推誠協翼炳幾定難衛社功臣) 2등과 광국원종공신 1등이다. 종계변무가 성공하자 1591년(선조 24) 종계변무에 힘쓴 공로로 광국원종공신 1등에 녹훈되었으며, 증 의정부영의정에 추증되고 불천위(不遷位)에 선정되었다.

## 생애

### 생애 초반
1478년(성종 9) 11월 6일 묘시 충재 권벌은 경상북도 안동군 북후면 도촌리(현, 안동시 북후면 도촌리) 도계촌에서 태어났다. 본관은 안동(安東)으로, 자는 중허(仲虛), 호는 충재(冲齋), 훤정(萱亭) 등이다. 복야 권수홍(權守洪)의 10대손으로, 할아버지는 선략장군과 용양위부호군을 지낸 권곤(權琨)이고, 아버지는 성균관생원 증 의정부좌찬성과 증 의정부영의정 권사빈(權士彬)이고, 어머니는 파평 윤씨(坡平尹氏)로, 주부(主簿)를 지낸 윤당(尹塘)의 딸이다. 할아버지 권곤은 생전 관직이 선략장군 부호군이었지만 여러차례 추증되어 증 이조참판과 증 자헌대부 이조판서 겸 지의금부사로 추증됐고, 아버지 권사빈은 성균관 생원이었지만 여러번 거듭 추증되어 증 의정부좌찬성 겸 판의금부사에 추증되었다가 다시 증 의정부영의정으로 가증되었다.
형제로는 현감을 지낸 형 권의(權木+義)와 동생 권예(權木+嗇) 그리고 진사 이함(李木+咸)에게 출가한 누이가 1명 있었다.
그는 안동에서 태어났지만 곧 안동부 내성면(乃城縣) 유곡리(현, 봉화군 봉화읍 유곡리) 닭실마을로 와서 생활했는데, 그의 5대조 예의판서(禮儀判書) 권인(權靷)이 안동에서 봉화 닭실로 이주했기 때문이다. 이후 화순최씨(和順崔氏)로 직장(直長) 최세연(崔世演)의 딸과 혼인하고, 아들 권동보(權東輔)와 권동미(權東美) 등이 태어났다. 부인 화순최씨는 그보다 먼저 사망하여 정경 부인(貞敬夫人)으로 추증(追贈)되었다. 그는 첩을 1명 더 들였고 첩에게서도 1남 2녀를 더 두었다.
그의 외가는 성종의 계비 정현왕후 윤씨(貞顯王后 尹氏)의 친인척간이었으므로 대우가 남달랐지만, 그는 오히려 더욱더 근신하고 회피하였다. 왕실과 친인척이 되는 재상들과 관료들이 명나라 연경(燕京)에 사절로 갔다가 돌아올 경우에는 반드시 진귀한 물건을 가져와 사적으로 선물을 바치었지만 그만 혼자 '나는 감히 그렇게 할 수 없다'며 거절하였다.
여종이 밥상을 들고 오다가 미끄러져 그의 옷에 국물을 쏟아 더럽혔지만 그는 노여워하지도 않고, 노여운 기색을 나타내지 않았다. 안동부의 교관(敎官)이 된 어떤 고향 사람이 그를 찾아와 뵙고 가다가 관청의 아전과 시비가 붙어 구타하였는데, 안동부사(府使)가 그 말을 듣고 그 교관을 대면하여 잘못을 따지자 교관이 다급한 나머지 거짓말로 내가 구타한 것이 아니라 권 영공(權令公)이 구타하였다고 했다. 안동부사가 권정승 도 사사로운 분노로 관가의 아전을 구타한단 말인가? 하며 그를 찾아와 분노의 말을 터뜨렸으나 그은 끝내 해명하지 않았다.

### 과거 급제
1496년(연산군 2년)에 생원시와 진사시에 합격하고, 이후 1504년(연산군 10년) 연산군(燕山君) 때 다시 과거에 응시하여 정시(庭試)에 합격하였지만, 삭방(削榜)되었다. 정경세(鄭經世)가 쓴 그의 묘비문에 의하면 당시 그가 정시 과거의 답안지로 낸 글 가운데에 처(處)자가 들어 있다는 이유로 합격했다가 취소당했다 한다. 연산군이 일찍이 자신의 비행을 지적하는 김처선(金處善)의 직간(直諫)하는 말에 분노하여 김처선을 죽인 뒤, 사람 이름은 물론이고 안팎의 모든 문건에서 김처선의 이름인 처(處)와 선(善) 두 글자를 사용하지 못하게 명하였기 때문이었다. 그러나 중종 반정 이후에도 이때 그가 파방된 것에 대한 보상은 나타나지 않고 있다.
1507년(중종 2년) 증광 문과에 병과로 급제, 이때 중종에게서 상으로 받은 꽃이 후대에 전하고 있다. 승문원(承文院)을 거쳐 예문관주서(藝文館注書)가 되고, 이후 예문관검열, 홍문관수찬, 부교리, 사간원정언 등을 역임했다.

### 관료 생활 초반
1508년 기사관이 되고, 1510년 경연검토관이 되었는데, 이후 조정 내직으로 근무할 동안에는 예겸 임명과 상관없이 항상 경연시독관(經筵侍讀官), 참찬관 등에 겸임되어 왕에게 경전을 강론하기도 했다. 1513년 사헌부지평으로 재임할 때, 휴가를 받아 고향에 내려가려다가 당시 신윤무(辛允武), 박영문(朴永文) 등의 흉계를 알고도 즉시 알리지 않은 정막개(鄭莫介)의 일을 알자 그의 당상관계(堂上官階)를 삭탈하도록 청하였다.
정막개가 이미 박영문 등의 모역을 알았으면 곧바로 고발했어야 합니다. 그런데 며칠이 지나서야 고발하였으니, 처벌을 받지 않은 것만도 다행입니다. 그의 직품을 삭탈하소서.

결국 중종이 그의 청을 받아들여 정막개 등이 삭탈되고, 그는 직신(直臣)으로 명망을 얻었다. 이후에도 그는 유자광, 정막개, 용관(冗官) 등을 규탄하여 임금에게 계속 아뢰었다.
1512년 11월에는 현덕왕후의 복권을 건의하였다. 이후 사헌부지평, 성균관사성(司成)을 거쳐 1514년 이조정랑에 임명되었고, 사건으로 인해 해직되었다가 그 뒤 얼마 안 되어 호조정랑이 되었으며, 얼마 뒤 외직으로 영천군수로 발령되었다. 1517년(중종 12년) 사헌부장령, 그해 10월 의정부사인(議政府舍人), 1518년 승정원동부승지, 좌승지가 되었다. 1518년 가을 좌승지로 재직 중 중종이 유생(儒生)을 불러 친강(親講)할 때 그는 단종과 연산군의 후사를 세워주고 제사지내게 할 것을 요청하였다.
금일 강론에는 인(仁)에 대해 논하였는데 인은 끊어진 세대를 이어 주는 것보다 더 큰 것이 없습니다. 노산군(魯山君)은 선왕(先王)의 의친(懿親)이고 연산군(燕山君)은 전하의 동기(同氣)이니, 비록 연산군이 종묘(宗廟)에 죄를 지었으나 또한 일시에 군림(君臨)하였습니다. 영원히 세대가 끊겨 제사를 지내지 않는다면 어찌 전하의 인(仁)이 손상되지 않겠습니까? 세종 장헌대왕(莊憲大王)이 광평대군 여(廣平大君 璵)를 공순공 방번(恭順公芳蕃)의 후사로, 금성대군 유(錦城大君 瑜)를 소도공 방석(昭悼公 芳碩)의 후사로 삼았는데, 친한 이를 자애하는 후덕(厚德)을 지금까지 칭송해 마지않으니, 이는 후세 임금의 본보기입니다.

그는 우승지 김정국(金正國) 등과 같이 단종과 연산군의 후사를 세워주고 제사지내게 할 것을 요청하였다. 그러나 일부 훈신들의 반대로 비판받고 무산되었다. 그러나 그의 단종 복권과 연산군 후사 입양 건의는 시론(時論)이 옳게 여겼다.

### 기묘사화 전후와 은거
이후 도승지와 겸임 경연참찬관, 예문관직제학 등을 거쳐, 1519년 예조참판에 임명되었다. 중종 대에 그는 조광조, 김정국(金正國) 등 기호사림파가 중심이 되어 추진하는 개혁 정치에 영남사림파의 한 사람으로서 참여했다. 조광조, 김안국 등 비롯한 사림들이 왕도정치를 극렬히 주장하자, 기호 지역 사림파와 연결되어 훈구파와 사림파 사이를 조정하려 하였다. 그는 기호지역 사림파와 훈구파 사이를 조정, 화합시키려고 하였으나 실패하였다. 1519년 예조참판이었을 때 다시한번 훈구파와 기호사림파 사이를 조정하려 했지만 실패한다. 이후 아버지 권사빈이 나이가 연로하고, 풍병(風病)이 있음을 들어 외직인 삼척부사를 자청하여 나갔다.
삼척부사로 발령받아 부임했다가 1519년(중종 14) 11월에 중종이 훈구파 심정, 외척 홍경주, 온건 사림파인 남곤, 김전 등을 부추겨서 기묘사화(己卯士禍)를 일으키고 조광조 일파를 제거할 때, 연루시켜서 파직당하고 귀향하였다. 1520년(중종 20년) 안동부(安東府) 내성면 유곡(酉谷)에 은거하였다. 이후 15년 간 고향에서 지내다가 1530년 직첩(職牒)을 돌려받았다가 곧 환수되었다.
1533년(중종 33년) 복직되어 그해 4월 용양위부호군(龍驤衛副護軍)에 임명되었다. 1533년 6월 밀양부사로 임명되었으며, 1537년 11월 충무위 상호군(忠武衛 上護軍), 12월 한성부좌윤이 되었고 이듬해 2월 경상도관찰사, 10월에는 형조참판에 임명되었다.

### 복직과 관료생활
1539년 3월에 병조참판에 임명되고, 6월 한성부 판윤에 올랐다가 얼마 뒤 중추부지사로 전직되었다. 1539년 7월 종계변무(宗系辨誣)에 관한 일로 종계변무 주청사(宗系辨誣 奏請使)가 되어 동지사 임권(任權) 등과 함께 연경에 갔다가 이듬해 2월에 명나라 황제로부터 긍정적인 답변을 적은 칙서(勅書)를 받아들고 돌아왔다. 긍정적인 칙서를 얻은 일로 정헌 대부(正憲大夫)로 승진시키고 토지와 노복을 하사받았다. 명나라에서 귀국한 직후 춘추관지사(春秋館知事)에 임명되어 세자우빈객을 겸하여 세자 인종을 가르쳤다.
1540년 병조판서에 임명되자 그는 여러번 체직을 청했지만 왕이 듣지 않았다. 곧 한성부 판윤에 임용되었으며, 1541년 5월 예조판서, 11월에는 의정부좌참찬에 임명되었다. 다시 예조판서가 되었으며, 예조판서와 좌참찬 재직 때는 지의금부사를 겸직했다. 1542년 5월 장령이 되었으며, 같은 해 가정제의 엽기행각에 궁비인 양금영(楊金英) 등이 가정제를 시해하려 했다가 실패했다. 이때 중종이 봉변을 당한 가정제를 위로하겠다고 진위사(陳慰使)를 파견하려 하자, 그는 경연(經筵)에서 이를 반대하였다. 그는 오히려 중종에게 "천자가 만승(萬乘)의 지존(至尊)으로 깊은 구중 궁궐에 있는데도 뜻밖의 음모가 측근의 시어(侍御)에서 나왔으니, 잠시도 경계하지 않으면 위험한 화가 따릅니다. 원컨대 이를 거울로 삼아 항상 성찰을 더하시면 좋겠습니다."고 하며 오히려 중종에게 타산지석 삼아서 항상 성찰하고 깨닭으라고 권고했다. 정경세에 의하면 그 말이 매우 기휘(忌諱)를 범하였으므로 동료들이 두려워해서 고개를 움츠렸을 정도였다 한다.
1544년 정월 다시 의정부좌참찬에 임명되었다. 중종이 죽자 그해 11월 빈전도감(殯殿都監)에 참여하였다. 1545년(인종 2) 5월 의정부우찬성이 되었으며 우찬성으로 의금부판사를 겸하였고, 인종이 후사 없이 병으로 갑자기 죽자, 7월에는 명종이 어린 나이로 즉위하자 어린 왕 명종을 대신하여 7월 원상(院相)에 임명되어 활동하였다. 그러나 이때 윤인경 등이 충순당(忠順堂)에 입대(入對)할 적에 '이언적과 권벌 등이 대왕 대비(문정왕후)가 수렴청정하는 일을 막으려 한다.'는 말을 몰래 퍼뜨려 그를 모함하였다.

### 을사사화와 양재역 사건
1545년(명종 즉위년) 8월 소윤(小尹) 윤원형(尹元衡), 이기(李芑), 허자(許磁), 정순붕(鄭順朋), 임백령(林百齡) 등 소윤 윤원형 세력이 대윤(大尹) 윤임(尹任)의 세력을 배척, 역모로 몰았다. 이때 유관과 유인숙의 이름까지 언급되자 그는 불가함을 건의하였다.
지난날 양도왕(襄悼王, 예종)이 후사가 없이 승하하였을 때 월산대군(月山大君)이 서열로 당연히 왕위를 계승하게 되었으나 정희 대비(貞熹大妃)께서 성종대왕을 세웠는데, 그때 나이 겨우 13세였으나 시종 조용하였습니다. 그런데 더구나 지금 주상은 대행 대왕(大行大王, 인종)의 아우로 이미 왕위에 올랐으니, 어찌 다른 우려가 있겠습니까? 그리고 지금 왕자군(王子君)들이 외부의 사람들과 사귀지 않고 대신(大臣)이 전권을 휘두르지 않은데, 그 누가 감히 음모(陰謀)를 꾸미겠습니까? 지금 즉위의 초기이니만큼 인심(人心)을 얻는 데 주력하여 매사를 매우 공정하게 시행해야 할 것입니다. 중종대왕 초기에 대신이 선도(善導)하지 못한 바람에 노영손(盧永孫)이 이과(李顆)가 모반했다고 무고하여 벼슬과 포상을 받자, 그때부터 고변(告變)이 잇따랐습니다. 중종대왕이 뒤에 그 사실을 알고 그때 연좌된 사람을 모두 사면하자, 온 나라 사람이 감복하여 인심이 안정되었으니, 이는 오늘날 마땅히 경계해야 할 점입니다.

그런데 소윤이 대윤을 역모로 몰 때, 여기에 유관(柳灌), 유인숙(柳仁淑)과 사림 등을 엮어서 싸잡아 무고하자, 충재는 이에 반대하여 윤임, 유인숙, 유관 등을 적극 구하는 계사(啓辭)를 올리기도 하였다.
8월 을사사화(乙巳士禍)가 발생하여 의금부사로 이언적과 함께 심문에 참여하였다.
어느날 그는 이것이 옳지 않다며 밤새도록 계사(啓辭)의 초안을 썼다가 집안사람과 아들 사위들이 글을 읽고는 번갈아 붙잡고 울면서 만류하였으나 문득 뿌리치고 갔다. 대궐에 이르러 신광한(申光漢)을 만나 같이가다가 신광한이 그의 뜻을 알고 깜짝 놀라 만류하였지만 듣지 않고 원상(院相) 이언적을 만나고 다시 승정원주서(注書)를 불러 계사를 전달하려 하자 이언적이 보고 놀라며 '사세가 이 지경에 이르렀으니만큼 말해보았자 불측한 일만 야기할 뿐이니, 무슨 도움이 되겠는가?'며 그의 계사 중 위험한 말은 모두 삭제해 버리고 보고했다. 그러자 그는 이처럼 삭제해 버렸으니, 계사를 올리지 않느니만 못하다며 탄식하였다.
윤임 사건 관련자들이 제거되자 8월 30일 추성위사홍제보익 위사공신(衛社功臣)에 책록되고 길원군(吉原君)에 봉작되었다.
그해 9월 우의정 이기, 우찬성 정순붕(鄭順朋)의 등이 그가 자기들과 논의가 다르다고 반대하여 곧 훈적에서 삭훈(削勳)되고, 중추부지사로 좌천되었다가 그해 10월 사헌부와 사간원의 거듭 탄핵을 받아 파면되어 고향 안동 유곡으로 돌아갔다. 이듬해 고신을 빼앗기고, 1547년(명종 2)에 한성 양재역에서 한글로 문정왕후를 비방한 양재역 벽서사건(良才驛壁書事件)이 발생하자, 여기에 연루되어 구례(求禮)에 유배되었다. 그러나 그가 벽서를 붙였거나, 사주했거나 벽서를 붙이는데 영향을 줬다는 증거는 없었다.

### 유배와 최후
처음에는 전라북도 구례로 유배되었다가, 얼마 뒤 평안북도 태천(泰川)으로 바뀌었다. 처음 유배되어 압송하기 전 의금부 관원이 집에 도착하자 그는 태연한 기색으로 길에 오르며 이별하러 온 향당 사람에게 말하기를 "이것은 하늘의 은혜이다."라 하였다. 그를 방문하러 온 이들 중 진사 금원정(琴元貞)이 그의 손을 잡고 목놓아 통곡하자 그는 웃으면서 "나는 처음에 자네를 대장부로 보았는데, 도리어 이와 같은 사람밖에 안 되는가? 사생(死生)과 화복(禍福)은 모두가 하늘의 뜻에 달려 있는 것이다."라며 애써 달랬다. 또한 글을 지어 주면서 아들 권동보에게 이르기를 "범충선(范忠宣)은 나이 70에도 만리나 되는 먼 길을 갔으니, 너의 아비가 받은 죄는 거기에 비하면 아주 관대한 은전이다. 그리고 나는 선왕의 은혜를 저버림이 이에 이르렀으니, 내가 죽거든 박장(薄葬)을 하라." 하였다. 1547년 태천에서 다시 다시 평안북도 삭주(朔州)로 0이배(移配)되었다. 유배지에서도 그는 주로 독서를 하면서, 동리 어린아이들에게 천자문과 글을 가르쳤다.
1548년(명종 3년) 영의정 윤인경(尹仁鏡), 좌의정 이기, 우의정 정순붕(鄭順朋), 좌찬성 민제인(閔齊仁), 우찬성 황헌(黃憲), 좌참찬 임권, 우참찬 김광준(金光準), 이조판서 윤원형(尹元衡), 한성부 판윤 최연(崔演) 등이 모여서 양재역 벽서 사건 관련 자 중 가산을 적몰하지 않은 자들을 논핵할 때, 그의 이름도 언급되었지만 명종이 듣지 않았다. 이기와 민제인은 그가 안명세의 문집에 이름이 언급된 것도 지적하기도 했다. 이후로도 이기 등은 그를 반드시 사형에 처하려고 온 힘을 다해 계청하였으나, 문정왕후가 따라주지 않았다.
이때 그의 아들로 사섬시 직장(司贍寺直長)으로 재임 중이던 권동보(權東輔)까지 탄핵하였지만, 왕이 듣지 않다가 여러번 건의하니 삭직시켰다. 권벌은 조정에 있는 동안 경연시독관·참찬관 등으로 왕에게 경전을 강론하기도 했으며, 평소 독서를 좋아해 자경편(自警篇), 근사록(近思錄) 등을 항상 품속에 지니고 다녔다. 말년에는 송정(松亭)이라는 아호도 사용하였다. 그 해 1548년(명종 3) 3월 26일 삭주의 유배지에서 병으로 죽었다.

### 사후
시신은 임시로 매장했다가 그해 겨울에 봉화현(奉化縣)의 유곡산((酉谷山)으로 운구하여 아버지 권사빈의 묘소 아래에 매장하였다. 묘소는 경상북도 봉화군 봉화읍 유곡리 중마을(내유곡) 큰재궁골 축좌(丑坐)에 있다. 지역의 사림들은 그가 살던 곳 근처에 서원(書院)과 사당(祠堂)을 건립하여 그를 추모하였다. 행장은 1569년 6월 퇴계 이황이 짓고, 이후 신도비문은 박순이 쓰고 정경세가 글씨를 찬하였으며, 선원 김상용이 새겼다.
1567년(명종 22년) 신원(伸寃) 복권되었고, 선조 즉위 직후 그해 10월 선조의 명으로 직첩을 되돌려받았다. 이후 기대승은 '당시 학문했던 사람으로 이언적이나 권벌 같은 이들이 어찌 추호인들 윤임에게 붙을 리가 있겠느냐'며 억울함을 상주하였다. 그가 복권되자 미암 유희춘(柳希春)은 교지를 읽다가 권벌과 이언적의 누명을 씻어 주시는 말씀에 이르러서는 저도 모르게 감격하여 눈물을 흘렸다 한다.선조는 그를 가리켜 급제 권벌은 덕행이 갖추어졌고 충성 또한 지극했다(故及第權橃, 德行純備忠誠俱至)고 평하였으며, 1568년(선조 1년) 2월 증 대광보국숭록대부 의정부좌의정 겸 영경연감춘추관사에 추증되었다. 1571년 9월 충정(忠定)의 시호가 추서되었는데, 사군진절왈충 순행불상왈정(事君盡節曰忠 純行不爽曰定)이라 하여 충정으로 정해진 것이다.
1588년(선조 21년) 경북 봉화(奉化)의 삼계서원(三溪書院)에 배향(配享)되었으며, 현종 때 가서 사액을 받았다. 1591년(선조 24) 대명회전 (大明會典)이 수정되어 이성계의 아버지가 이인임에서 이자춘으로 수정되자, 그는 조선의 종계(宗系)가 바로잡히게 한 데 노력한 공으로 광국원종공신 1등에 녹훈되었다. 다시 증 의정부영의정에 추증되고, 그 해 불천위(不遷位)로 지정되었다. 문집에 《충재문집 (冲齋文集)》등이 있다.

## 저작
- 충재집 (冲齋集)
- 충재일기 (冲齋日記)
- 한원일기 (翰院日記) 2책
- 당후일기 (堂後日記) 1책
- 승선시일기 (承宣時日記) 2책
- 신창함추단일기 (新昌含推斷日記) 1책

## 문학 활동
권벌 충재일기는 그의 일기로서 한원일기(翰苑日記) 2책, 당후일기(堂后日記) 1책, 승선시일기(承宣時日記) 2책, 신창령추단일기(新昌令推斷日記) 1책 등 모두 6책이 있다. 
이 중 한원일기는 그가 예문관 검열로 재직할 때의 일기이다. 1책은 중종 3(1508)년 1월 5일부터 9월 20일, 2책은 12월 1일부터 동왕 4(1509)년 9월 14일까지 기록되어 있다. 당후일기는 승정원 주서(承政院注書)로 재직시에 적은 일기로 중종 5(1510)년 3월 1일에서 3월 30일까지의 기록이다. 
승선시일기는 승정원 승지로 재직할 당시의 공사를 기록한 일기로 1책은 중종 13(1518)년 5월 15일부터 7월 5일, 2책은 7월 10일부터 11월 6일까지의 기록이다.
신창령추단일기는 승정원 주서 재직 시 서얼 출신 종친 신창령(新昌令) 이흔(李訢)의 역모사건 전말을 추단한 기록으로 중종 4(1509)년 10월 28일에 작성되었다. 이들 일기는 중종실록을 편찬할 때에 자료로서 채용되었으며, 권벌의 문집인 충재집(沖齋集)에도 일부 실려 있다. 당시 관료로서의 생활실태와 중앙정부의 일상 행사가 소상히 기록되어 있는 자료이기도 하다.
그밖에 권벌 및 그의 자제들의 교류와 당시 사대부들의 시문과 서예 등의 묶음인 유묵, 그가 방목과 어머니 윤씨 남매의 재사분배기록인 재산분배기 등 각종 공,사적 문서를 보관해둔 권벌 종가 고문서 등이 후대에 전하여 현대까지 전래되고 있다.

## 가족 관계
- 할아버지 : 권곤(權琨, 1427년 ~ 1502년)
- 할머니 : 서원정씨(西原鄭氏)
  - 백부 : 권사영(權士英)
  - 숙부 : 권사화(權士華)
  - 숙부 : 권사수(權士秀, 1462 ~ 1522)
- 아버지 권사빈(權士彬, 1449년 9월 ~ 1535년 9월), 호 오선정(五先亭)
- 어머니 파평 윤씨(坡平尹氏), 주부 윤당(尹塘)의 딸, 42세에 사망
  - 형 : 권의(權⿰木義, 1475년 ~ 1558년 8월 26일)
  - 동생 : 권예(權⿰木嗇, 1482년 ~ 1562년년)
  - 누이 : 안동권씨
  - 매부 : 이함(李⿰木咸), 진사
- 부인 : 화순 최씨(和順崔氏), 직장(直長) 최세연(崔世演)의 딸
  - 아들 : 권동보(權東輔) 군수(郡守)
  - 아들 : 권동미(權東美) 현감(縣監)
    - 손자 : 권채(權采)
    - 손자 : 권내(權來), 권동보의 양자로 출계
    - 손자 : 권집(權集)
    - 손자 : 권비(權棐)
    - 손녀 : 안동권씨
    - 손녀사위 : 이영도(李詠道), 부사(府使)
- 첩 : 측실(側室) 이름 미상
  - 서자 : 권동신(權東愼)
  - 서자 : 권동진(權東進)
  - 서녀 : 좌랑(佐郞) 홍인수(洪仁壽)
    - 서외손자 : 홍사제(洪思濟), 승문원 정자
    - 서외손자 : 홍사려(洪思厲), 진사

## 같이 보기
| - 소등재사 - 기묘사화 - 을사사화 - 양재역 벽서 사건 - 권벌 충재일기 - 이언적 - 유인숙 - 유관 - 기대항 - 윤원형 - 윤원로 - 이기 - 봉화 청암정과 석천계곡 - 권벌 종가 전적 | - 권벌 종가 유묵 - 위사공신 - 대명회통 - 광국공신 - 충재박물관 - 김안국 - 조광조 - 이황 - 이현보 - 정경세 - 정순붕 - 권벌 종가 고문서 |

## 기타
그는 연산군 때 정시에 합격하였지만 연산군의 비위에 거슬린다는 이유로 파방되었다. 그러나 1518년 승정원좌승지에 있을 때는 연산군의 후사를 세워서 제사지내게 해줄 것을 중종에게 적극 상소하였다.

## 참고 문헌
- 중종실록
- 명종실록
- 국조방목
- 사마방목
- 국조인물고